# Elección papal de diciembre de 1187
La elección papal de diciembre de 1187 (celebrada el 19 de diciembre) fue convocada tras la muerte del papa Gregorio VIII. Resultó en la elección del cardenal Paolo Scolari, quien adoptó el nombre de Clemente III.

## Verona y Ferrara
Alberto di Morra, como canciller papal, había seguido al papa Lucio III en su huida de la campiña romana para buscar ayuda del emperador Federico Barbarroja en Verona. Las negociaciones entre ambos fracasaron rápidamente, y el papa y su corte se vieron atrapados en Verona por un emperador hostil. Federico asedió al papa en Verona, prohibiendo las apelaciones al papa desde sus dominios y obstruyendo las provenientes de otros lugares. Cualquiera detenido al intentar llegar a la curia papal o al regresar de ella era encarcelado y sometido a tortura.
Lucio murió durante el asedio el 25 de noviembre de 1185. Su sucesor fue Humberto Crivelli, arzobispo de Milán y cardenal de San Lorenzo en Dámaso, «un espíritu violento e inquebrantable, y un férreo oponente de Federico (Barbarroja)», en palabras de Fernando Gregorio. Adoptó el nombre de Urbano III y mantuvo la política inflexible de Lucio III.
Urbano III continuó las hostilidades con el emperador, sin ofrecer concesiones, y finalmente decidió excomulgarlo. Solo lo disuadieron las apremiantes súplicas del pueblo de Verona. Urbano y los cardenales que lo asediaban lograron escapar de Verona en las últimas semanas de septiembre de 1187 y se refugiaron en Ferrara. Urbano murió allí el 20 de octubre de 1187.
Al día siguiente, trece cardenales que habían estado presentes en Ferrara iniciaron los procedimientos para elegir a su sucesor. Los cardenales sabían que el canciller papal, Alberto di Morra, gozaba del gran favor del emperador Federico Barbarroja, porque era miembro del partido imperial en la curia y porque informaba al emperador de todas las actividades confidenciales de la curia romana. El 21 de octubre de 1187 fue elegido papa por unanimidad y tomó el nombre de Gregorio VIII.
El papa Gregorio comenzó inmediatamente a revertir las políticas antiimperiales de sus predecesores. Anunció que el rey Enrique recibiría una coronación imperial. El emperador Federico levantó inmediatamente el bloqueo de la curia papal y anunció que el papa Gregorio y su curia tenían libertad para ir adonde quisieran. Enrique ordenó a León de Monumento, el cónsul romano, y al conde alemán Anselmo que condujeran al papa sano y salvo a donde quisiera ir. Gregorio viajó a Bolonia (18-20 de noviembre de 1187), Módena (22 de noviembre), Reggio Emilia (24 de noviembre), Parma (26-29 de noviembre), Lucca (7-9 de diciembre) y, finalmente, Pisa (10-17 de diciembre).

## Participantes
A la muerte de Gregorio VIII probablemente había sólo 20 cardenales. Basándonos en la firma de las bulas papales en diciembre de 1187 es posible establecer que al menos 9 cardenales estaban presentes en Pisa a la muerte de Gregorio VIII.
Un elector fue creado por el papa Lucio II, otros tres por Alejandro III y cinco por Lucio III.

## Cardenales ausentes
Probablemente faltaron once cardenales.
Siete ausentes fueron creados por Lucio III, tres por Alejandro III y uno por Adriano IV.

## Muerte de Gregorio VIII y elección de Clemente III
Gregorio VIII murió en Pisa de una breve enfermedad, que se dice fue una fiebre que duró ocho días, el 17 de diciembre de 1187. Había sido papa solo un mes y veintisiete días.
Dos días después, los cardenales se reunieron en la catedral de Pisa e iniciaron los trámites para elegir a su sucesor. El cardenal Pietro Scolari tuvo que ser trasladado a la catedral desde el Hospitium Sancti Pauli de ripa Arni. La elección se celebró en presencia del cónsul de Roma, Leo de Monumento.
Los cardenales eligieron por unanimidad al cardenal Paolo Scolari, obispo de Palestrina, el 19 de diciembre de 1187, sábado después de la festividad de Santa Bárbara. Scolari aceptó su elección y adoptó el nombre de Clemente III. El 20 de diciembre, fue coronado solemnemente por el protodiácono Giacinto Bobone Orsini.
Se iniciaron de inmediato los preparativos para el regreso a Roma. Sin demora, el papa Clemente envió a sus legados al pueblo romano para pactar una paz firme entre él y ellos. Se dieron órdenes al chambelán papal, Cencio Camerario, para que recibiera el juramento de los ostiarios del palacio de Letrán, lo cual se llevó a cabo el 22 de enero; también se dieron instrucciones para su servicio. El 26 de enero de 1188, el papa Clemente se encontraba en Siena, y el 11 de febrero de 1188 regresó a Roma y residió en el Palacio de Letrán.